# Ján Danko (fotbalista)
Ján Danko je bývalý slovenský fotbalový brankář.

## Fotbalová kariéra
V československé lize hrál za Slovenu Žilina, Vítkovické železárny, Tankistu Praha a Dynamo Žilina. Nastoupil v 90 ligových utkáních.

## Ligová bilance
| Ročník                                     | Zápasy | Góly | Klub                 |
| ------------------------------------------ | ------ | ---- | -------------------- |
| Celostátní československé mistrovství 1950 | -      | 0    | Slovena Žilina       |
| Mistrovství československé republiky 1951  | -      | 0    | Slovena Žilina       |
| Mistrovství československé republiky 1952  | -      | 0    | Vítkovické železárny |
| Přebor československé republiky 1954       | -      | 0    | Tankista Praha       |
| Přebor československé republiky 1955       | -      | 0    | Tankista Praha       |
| 1. československá fotbalová liga 1956      | 5      | 0    | Dynamo Žilina        |
| CELKEM                                     | 90     | 0    |                      |